# 16. SS-Panzergrenadier-Division "Reichsführer-SS"
La 16. SS-Panzergrenadier-Division "Reichsführer SS" (16ª divisione di fanteria meccanizzata delle Waffen SS "Reichsführer") fu costituita nel novembre 1943, in seguito all'ampliamento della Sturmbrigade Reichsführer-SS (Brigata d'assalto Reichsführer-SS), con l'arruolamento di volksdeutsche.
Il grosso della divisione, ripartita in diversi gruppi di combattimento, stazionò in Italia dal maggio 1944 al febbraio 1945 e durante la sua permanenza in Italia la divisione contrastò l'Operazione Shingle, ritirandosi successivamente attraverso Siena e Pisa fino in Versilia.

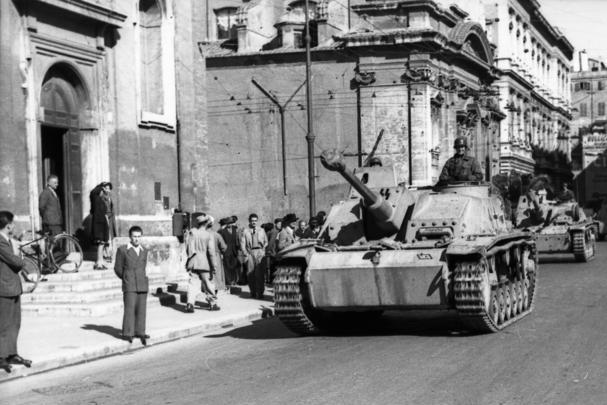
Colonna di cannoni d'assalto Sturmgeschütz III della 16. SS-Freiwilligen-Panzergrenadier-Division "Reichsführer SS".

Nel febbraio 1945 la divisione venne trasferita in Ungheria per cercare di liberare le unità tedesche rimaste intrappolate a Budapest (Operazione Frühlingserwachen). In seguito al fallimento dell'offensiva, la divisione si ritirò in Austria, dove si arrese alle truppe inglesi nei pressi di Klagenfurt nel maggio del 1945.
In Italia essa è tristemente famosa per essere responsabile delle maggiori stragi di civili compiute dalle truppe tedesche, tra cui quelle di Sant'Anna di Stazzema e Marzabotto.

## Teatri operativi
- Ungheria, aprile-maggio 1944[1]
- Italia, giugno 1944 - gennaio 1945[1]
- Fronte orientale, febbraio-maggio 1945[1]

## Crimini di guerra
Nell'agosto 1944 la divisione si rese responsabile di numerose atrocità ai danni della popolazione civile: l'11 agosto a Nozzano (69 morti), eccidio della "Sassaia" Massarosa (LU), 38 morti; il 12 agosto quattro compagnie del II battaglione del 35º reggimento a Sant'Anna di Stazzema (560 morti); 17-19 agosto a San Terenzo Monti (159 morti), ancora effettivi del 35º reggimento a Vinca (162 morti) il 24 agosto; nel mese di settembre effettivi di questa divisione effettuarono il rastrellamento della Certosa di Farneta trucidando nei giorni seguenti i prigionieri (strage di Farneta e strage delle Fosse del Frigido; fu poi la volta di Bergiola Foscalina ed infine a Marzabotto (Bologna), dove tra il 29 settembre e il 5 ottobre 1944 furono trucidate 770 persone. Per l'eccidio di Marzabotto l'unità responsabile fu il 16. Reparto corazzato di ricognizione (SS Panzer Aufklärungs Abteilung 16) comandato dal maggiore (Sturmbannführer) Walter Reder.

## Comandanti
| Grado                  | Nome        | Inizio          | Fine            |
| SS-Obersturmbannführer | Karl Gesele | febbraio 1942   | settembre 1943  |
| SS-Gruppenführer       | Max Simon   | 3 ottobre 1943  | 24 ottobre 1944 |
| SS-Brigadeführer       | Otto Baum   | 24 ottobre 1944 | 8 maggio 1945   |